# 1. maj (dokumentarfilm)
1. maj er en dansk dokumentarfilm fra 1972 instrueret af Helle Munk.

## Handling
Filmen skildrer forberedelser i Kvindehuset til kvindernes demonstration mod EF 1. maj 1972.